# 772 (szám)
A 772 (római számmal: DCCLXXII) egy természetes szám.

## A szám a matematikában
A tízes számrendszerbeli 772-es a kettes számrendszerben 1100000100, a nyolcas számrendszerben 1404, a tizenhatos számrendszerben 304 alakban írható fel.
A 772 páros szám, összetett szám, kanonikus alakban a 22 · 1931 szorzattal, normálalakban a 7,72 · 102 szorzattal írható fel. Hat osztója van a természetes számok halmazán, ezek növekvő sorrendben: 1, 2, 4, 193, 386 és 772.
A 772 négyzete 595 984, köbe 460 099 648, négyzetgyöke 27,78489, köbgyöke 9,17359, reciproka 0,0012953.